# Acrocryptus
Acrocryptus là một chi bọ cánh cứng trong họ 
Elateridae.
Chi này được miêu tả khoa học năm 1874 bởi Candèze.

## Các loài
Các loài trong chi này gồm:
- Acrocryptus ater (Philippi, 1873)
- Acrocryptus reedi (Candèze, 1874)